# Parellipsidion pachycercum
Parellipsidion pachycercum är en kackerlacksart som beskrevs av Johns 1966. Parellipsidion pachycercum ingår i släktet Parellipsidion och familjen småkackerlackor. Inga underarter finns listade i Catalogue of Life.